# Hang-Ups
Hang-Ups är ett musikalbum från 1997 med bandet  Goldfinger som nog är mest känt för hiten Superman, som till exempel finns med på Tony Hawk's Skateboarding.

## Låtlista
1. Superman
2. My Head
3. If Only
4. This Lonely Place
5. 20 Cent Goodbye
6. Question
7. Disorder
8. Carlita
9. Too Late
10. I Need To Know
11. Authority
12. S.M.P.
13. Last Time, The
14. Cris Cayton